# ミロン・エア406便墜落事故
ミロン・エア406便墜落事故は、1996年10月22日にエクアドルで発生した航空事故である。マンタ空港からマイアミ国際空港へ向かっていたミロン・エア406便（ボーイング707-323C）が離陸直後に墜落し、乗員乗客4人全員と地上の30人が死亡した。

## 事故機
事故機のボーイング707-323C（N751MA）は1967年に製造番号19582として製造され、同年初飛行を行っていた。10月27日にアメリカン航空に納入され、1989年10月にミロン・エアに売却された。N751MAは、少なくとも2度のインシデントに巻き込まれていた。1度目は1995年に起きたもので、離陸の35分後にエンジンが故障した。2度目は事故の約8ヶ月前の2月22日に発生したもので、飛行中に油圧を喪失し、前脚が出ていない状態でマイアミ国際空港に着陸した。また、連邦航空局（FAA）の記録によれば事故機には腐食やひび割れといった問題も抱えていた。

## 事故の経緯
406便には機長と副操縦士、航空機関士、ロードマスターが搭乗していた。機長は3年前からミロン・エアに勤めていた男性で、飛行教官としての資格も保有していた。406便には冷凍の魚などの貨物が積載されていた。

CDT21時44分、406便は滑走路23から離陸した。離陸直後に機体は高度を失い、カトリック系のラドロローサ教会の鐘楼に激突した。406便は空港近くの住宅街に墜落し、炎上した。残骸は数十軒もの家屋に飛散した。事故により乗員4人全員が死亡し、地上で少なくとも教会の司祭を含む30人が死亡した。また、少なくとも50人が火傷などにより負傷した。

## 事故調査
エクアドルの民間航空局が事故調査を行った。調査には国家運輸安全委員会、連邦航空局（FAA）、ボーイング、プラット・アンド・ホイットニーが参加した。事故を目撃していた露店商の男性は、機体が炎に包まれた状態で墜落したと証言した。最終的に当局はエンジン故障が事故原因であると断定した。
マイアミに拠点を置くミロン・エアは過去に数度のメンテナンス違反をしていた。連邦航空局（FAA）によれば過去10年間で50回以上の警告をしており、1984年以降には49,000ドルの罰金を支払っていた。また、この事故の1年前にはフォーセット航空にリースされていたミロン・エアのダグラス DC-8-54Fがグアテマラシティで事故を起こし、6人が死亡していた。事故後、ミロン・エアは運航を自主的に停止した。